# Tina Keane
Tina Keane (* 1940 in London) ist eine britische Künstlerin im Bereich der Medienkunst. Ihre Werke reflektieren feministische Perspektiven und untersuchen Themen wie Identität, Geschlechterrollen, Sexualität und Wahrnehmung.

## Leben und Ausbildung
Keane studierte von 1967 bis 1970 am Hammersmith College of Art und an der Sir John Cass School of Art. Später absolvierte sie ein Masterstudium in Independent Film and Video am London College of Printing (1995–1996), um theoretischen Grundlagen für ihre Arbeit mit Video und Performance zu erlangen. In den späten 1960er Jahren begann sie mit Lichtshows für Popkonzerte und wandte sich bald der Performance- und Videokunst zu.
Tina Keane lebt in London und hat eine Tochter.

## Künstlerisches Werk
Keane beschäftigte sich ursprünglich mit Malerei, jedoch drehte sich ihre künstlerische Praxis schon bald um die Kombination von Video, Performance, Licht und digitale Medien. Sie verband Video mit Performancekunst und digitalen Technologien. Eines ihrer bekanntesten Werke ist der Film Faded Wallpaper (1988), der sich auf die Kurzgeschichte Die gelbe Tapete von Charlotte Perkins Gilman bezieht. Der Film wurde von der Tate Gallery erworben und dort 2018 öffentlich ausgestellt. Ein weiteres bedeutendes Werk ist Transposition (1999–2000), das in einer frühen Form bereits 1992 im Museum Moderner Kunst in Wien gezeigt wurde. In dieser Videoinstallation wurden Bilder auf die nackten Rücken von Männern projiziert, die sich auf einem Förderband bewegten.
Keanes Werke wurden international in Institutionen wie der Tate Gallery in London, dem Haus der Kulturen der Welt in Berlin und der Wallach Art Gallery der Columbia University in New York ausgestellt.
2015 erhielt sie den Paul Hamlyn Foundation Award for Artists, eine Auszeichnung für bildende Künstlerinnen und Komponistinnen im Vereinigten Königreich.

## Lehre und Einfluss
Tina Keane war von 1982 bis 2012 Dozentin für Film und Video am Central Saint Martins College of Art & Design in London. Ab 2003 war sie dort auch als Wissenschaftliche Mitarbeiterin tätig. Sie unterrichtete bekannte Kunstschaffende wie Isaac Julien und Sandra Lahire. Keane ist zudem Mitbegründerin der feministischen Filmvertriebsorganisation Circles – Women in Distribution und kuratierte auch in der Tate Gallery.

## Ausstellungen (Auswahl)
- 1985:  The New Pluralism, Tate Gallery, London
- 1988:  Circus Diver, Spectacolour Screen, Piccadilly Circus, London
- 1991:  Circus, Museum Morsbroich, Leverkusen
- 1998:  Artist Film and Video Series: Tina Keane, Tate Gallery, London
- 2003:  Hey Mack, A Century of British Artists Films, Tate Britain
- 2005:  Transposition 3, Gallery Ginza Geijutu Kenkyujo , Tokio
- 2013:  Tina Keane, England & Co, London
- 2018:  Virginia Woolf: An Exhibition Inspired by her Writings, Tate St Ives